# Weir (Texas)
Weir is een plaats (city) in de Amerikaanse staat Texas, en valt bestuurlijk gezien onder Williamson County.

## Demografie
Bij de volkstelling in 2000 werd het aantal inwoners vastgesteld op 591.
In 2006 is het aantal inwoners door het United States Census Bureau geschat op 641, een stijging van 50 (8,5%).

## Geografie
Volgens het United States Census Bureau beslaat de plaats een oppervlakte van
4,1 km², geheel bestaande uit land. Weir ligt op ongeveer 208 m boven zeeniveau.

## Plaatsen in de nabije omgeving
De onderstaande figuur toont nabijgelegen plaatsen in een straal van 20 km rond Weir.